# Коротоношко, Николай Иванович
Николай Иванович Коротоношко (1903—1995) — российский учёный и конструктор, доктор технических наук, профессор.

## Биография
Родился 24 июля 1903 г. в станице Новоромановская Тихорецкого района Краснодарского края в казачьей семье. До 22 лет крестьянствовал в родной станице. В 1920 г. окончил школу десятилетку и затем поступил на Рабфак в Краснодаре. После окончания был направлен для продолжения учёбы в Москву в Тимирязевскую сельскохозяйственную академию на факультет механизации сельского хозяйства. Был переведен на военно-промышленный факультет Московского механического института имени М. В. Ломоносова, который окончил в 1932 г.
По окончании института 54 года проработал в НАМИ, в котором прошел должности от инженера-конструктора до начальника отдела Главного конструктора направления по автомобилям высокой проходимости. В 1947 г. защитил кандидатскую диссертацию, не позднее 1973 г. стал доктором технических наук. Написал две монографии, посвященные вопросам конструирования автомобилей высокой проходимости и опубликовал ряд научных статей по этой тематике. Последние годы работал в НАМИ и занимался разработкой перспективного типажа армейских автомобилей высокой проходимости.

## Разработки
Создатель автомобильной техники повышенной проходимости. Один из основных разработчиков первого в СССР парового автомобиля, работавшего на дровах (НАМИ-012, НАМИ-018).
Главный конструктор НАМИ по грузовым автомобилям высокой проходимости.
Конструировал плавающие танки, полугусеничный бронеавтомобиль БА-30, первый в стране полноприводный автомобиль ЗИС-НАТИ-К1.
В 1936—1939 годах под руководством Н. И. Коротоношко были созданы первые полноприводные автомобили К1 (6x6) и К2 (4x4), послужившие основой опытного грузовика ЗИС-36 (6х6) и выпущенного небольшой партией варианта ЗИС-32 (4x4).
В 1941 году группа конструкторов института НАТИ в составе Н. И. Коротоношко, Е. Г. Попова и Б. М. Тихомирова участвовала на заводе «Компрессор» в работах по приспособлению шасси автомобилей для установки на них реактивной системы БМ-13 («Катюша»).
В 1955 году по проекту Н. Коротоношко был создан трёхосный автомобиль НАМИ-020 — прототип семейства модификаций «Урал-375».
Принимал участие в разработке перспективных автомобилей высокой проходимости НАМИ-044, а также НАМИ-058, НАМИ-058Т и НАМИ-058С.